# Coniopteryx botswana
Coniopteryx botswana är en insektsart som beskrevs av Meinander 1998. Coniopteryx botswana ingår i släktet Coniopteryx och familjen vaxsländor. Inga underarter finns listade i Catalogue of Life.